# Восьмая нота (радиопередача)
«Восьмая Нота» — программа Дмитрия Добрынина, выходящая по четвергам в 21:10 по московскому времени на «Радио России».
Передача является наследником «Музыки по пятницам». В гости в студию приходят музыканты, рассказывая о своём творчестве, последних релизах своих групп и проектов. Обычно гостями «Восьмой Ноты» становятся российские музыканты, но есть выпуски, в которых гостями являются иностранные коллективы («Edguy», «Rage», «Royal Hunt» и др.). Некоторые выпуски проходят с участием музыкантов, которые приходят со своим музыкальным инструментом. Выбор инструментов не ограничивается электрогитарами, это также и бас-гитара, вокал (Сергей Маврин, Валерий Гаина, Дмитрий Варшавский и др.). Музыканты дают в эфире мастер-класс игры на инструменте, дают советы для начинающих музыкантов.
Своеобразным развитием передачи стали эфиры, посвященные известным концертам и живым записям выступлений групп. Но программа регулярно возвращается к классическим выпускам. Раз в полгода Дмитрий Добрынин подводит итоги полугодия, в эфире звучат самые интересные моменты программ.
Темы для разговоров очень разнообразны. В последних эфирах гостям регулярно задаётся вопрос об их отношении к пиратству (в частности к распространению музыки в Интернете), а также к выбору в пользу физических носителей информации или виртуальных.